# Jefferson Cepeda
Jefferson Alveiro Cepeda Hernández (2 maart 1996) is een Ecuadoraans wielrenner die anno 2025 rijdt voor Movistar Team.

## Carrière
In 2016 won Cepeda de vijfde etappe in de Ronde van Rio Grande do Sul door Alan Maniezzo en Edson Calderón twee seconden voor te blijven. Ook won hij in 2016 het bergklassement van de Ronde van Guatemala.
In 2017 en 2018 werd hij Ecuadoraans kampioen tijdrijden bij de beloften. In 2018 won hij zowel de tijdrit als de wegwedstrijd bij de eliterenners, maar aangezien hij als belofte deelnam behaalde hij ook die twee titels. Eerder dat jaar had Cepeda al een gouden medaille gewonnen tijdens de Zuid-Amerikaanse Spelen, waar hij in de wegwedstrijd met een voorsprong van twintig seconden op Omar Mendoza solo als eerste over de finish kwam.
In mei 2019 werd Cepeda Pan-Amerikaans kampioen op de weg. Per 1 augustus maakte hij de overstap van het amateurteam naar de profs van Caja Rural-Seguros RGA. Namens die ploeg nam hij in september deel aan een zestal Italiaanse eendagskoersen, maar reed geen van deze wedstrijden uit. Ook in de wegwedstrijd op het wereldkampioenschap haalde hij de finish niet.

## Overwinningen
2016
5e etappe Ronde van Rio Grande do Sul
Bergklassement Ronde van Guatemala
2017
Bergklassement Cascade Cycling Classic
 Ecuadoraans kampioen tijdrijden, Beloften
5e etappe Ronde van Guatemala
Bergklassement Ronde van Guatemala
2018
 Wegwedstrijd op de Zuid-Amerikaanse Spelen
 Ecuadoraans kampioen tijdrijden, Beloften
 Ecuadoraans kampioen tijdrijden, Elite
 Ecuadoraans kampioen op de weg, Beloften
 Ecuadoraans kampioen op de weg, Elite
2019
 Pan-Amerikaans kampioen op de weg, Elite
Eindklassement Ronde van Navarra
2024
Eindklassement Ronde van het Qinghaimeer
3e etappe Ronde van de Limousin-Périgord-Nouvelle Aquitaine
2025
 Ecuadoraans kampioen tijdrijden, Elite

## Resultaten in voornaamste wedstrijden
| Jaar | Ronde van Italië | Ronde van Frankrijk | Ronde van Spanje |
| ---- | ---------------- | ------------------- | ---------------- |
| 2019 |                  |                     |                  |
| 2020 |                  |                     | 116e             |
| 2021 |                  |                     | 32e              |
| 2022 |                  |                     |                  |
| 2023 |                  |                     | opgave           |
| 2024 |                  |                     |                  |
| 2025 | 34e              |                     |                  |

| Jaar | Brabantse Pijl | Clásica San Sebastián |  | WK op de weg |
| ---- | -------------- | --------------------- |  | ------------ |
| 2019 |                |                       |  | opgave       |
| 2020 |                |                       |  | opgave       |
| 2021 |                |                       |  |              |
| 2022 |                |                       |  |              |
| 2023 |                |                       |  |              |
| 2024 | 5e             | 13e                   |  |              |
| 2025 |                | 73e                   |  |              |

### Resultaten in kleinere rondes
| Jaar | Parijs-Nice | Ronde van Catalonië | Ronde van het Baskenland | Ronde van Polen |
| ---- | ----------- | ------------------- | ------------------------ | --------------- |
| 2019 |             |                     |                          |                 |
| 2020 |             |                     |                          |                 |
| 2021 |             |                     | 62e                      |                 |
| 2022 |             |                     | opgave                   | 35e             |
| 2023 |             | opgave              | opgave                   |                 |
| 2024 |             |                     |                          |                 |
| 2025 | opgave      |                     |                          |                 |

## Ploegen
- 2015 –  Team Ecuador
- 2016 –  Team Ecuador
- 2017 –  Equipo Bolivia (tot 10-5)
- 2017 –  Team Ecuador (vanaf 6-6)
- 2018 –  Team Ecuador
- 2019 –  Caja Rural-Seguros RGA (vanaf 1-8)
- 2020 –  Caja Rural-Seguros RGA
- 2021 –  Caja Rural-Seguros RGA
- 2022 –  Caja Rural-Seguros RGA
- 2023 –  Caja Rural-Seguros RGA
- 2024 –  Caja Rural-Seguros RGA
- 2025 –  Movistar Team

Brandl · A. Cepeda  · J. Cepeda · Fuertes · Guamá · Haro · Hidalgo · Huera · Montenegro · Paredes · Pita · Quinteros · Ragonessi
Aberasturi · Amezqueta · Aranburu · Banaszek · Cañellas · Cepeda · Tsjernetski · Cuadros · Gonçalves · González · Irisarri · Lastra · Malucelli · Molina · Mora · Moreira · Nicolau · Pardilla · Rodríguez · Serrano · Soto · Lazkano (stagiair) · Martín (stagiair) · Pascual (stagiair)
Amezqueta · Aular · Bagües · Barceló · Barrenetxea · Calle · Cepeda · Cuadros · Etxeberria · García · González · Johnston · Lastra · Leitão · Martín · Murguialday · Nicolau · Nieve · Pira · Prades ·Schlegel  · Balderstone (stagiair) · López de Abetxuko (stagiair) · López (stagiair)
Amezqueta · Aular · Babor · Balderstone · Barceló · Barrenetxea · Bárta · Cepeda · Etxeberria · García · González · Hailemichael · Johnston · Leitão · López · Martín · Murguialday · Nicolau · Pira · Prades ·Schlegel  · Sorarrain (vanaf 31/7) · Guardeño (stagiair) · Ibáñez (stagiair) · Silva (stagiair)
Arriola-Bengoa · Aular · Babor · Balderstone · Barceló · Bárta · Berwick · Cepeda · Etxeberria 
· Fernández · González · Guardeño · Hailemichael · Johnston · Leitão · López · Murguialday · Nicolau · Prades ·Schlegel · Silva · Sorarrain · Díaz (stagiair) · Ibáñez (stagiair)